# Baldratia tubulata
Baldratia tubulata är en tvåvingeart som beskrevs av Boris Mamaev 1972. Baldratia tubulata ingår i släktet Baldratia och familjen gallmyggor.
Artens utbredningsområde är Turkmenistan. Inga underarter finns listade i Catalogue of Life.